# 明日を夢見て (映画)
『明日を夢見て』（あすをゆめみて、伊: L'uomo delle stelle、英: The Star Maker）は、1995年のイタリア映画。1953年のシチリアを舞台に、映画の撮影と偽られて集まった人々が織り成す人間模様を描いた作品である。監督はジュゼッペ・トルナトーレ。代表作の『ニュー・シネマ・パラダイス』と同じく映画を題材にした作品となった。
ヴェネツィア国際映画祭のコンペティション部門に正式出品され、審査員特別グランプリを受賞。第68回アカデミー賞では外国語映画賞の候補になった。

## キャスト
| 役名             | 俳優                   | 日本語吹替 |
| 役名             | 俳優                   | VHS版      |
| ---------------- | ---------------------- | ---------- |
| ジョー・モレッリ | セルジオ・カステリット | 坂口哲夫   |
| ベアータ         | ティツィアーナ・ロダト | 田中敦子   |
| マストロパオロ   | フランコ・スカルダティ | 水野龍司   |

## あらすじ
1953年。シチリアに映画会社から一人の男がやって来た。ウニベルサリア映画社のスカウトマンと称するジョーは、映画の新人スターを発掘するため、トラックで町を転々としていた。町に住む人々をその気にさせ、1回1500リラでオーディションを行っていた。彼は言葉巧みに、スターになれば、有名になれる、金持ちになれると訴えかけ、それを聞いた人々は、ローマから来た彼の言葉に胸を躍らせ、スターになった自分を想像し、今とは違う明日を夢見ていた。しかし、彼がスカウトマンというのはまったくの嘘で、本当はオーディション料金をだまし取るペテン師だった。そんなことは少しも知らない人々は、まんまとジョーに騙されていく。しかし、皮肉にもペテン師の彼がかけた言葉で、人々は希望を抱き、目を輝かせて帰っていく。ある町でいつもと同じくオーディションをしていた彼の元に、ベアータという女性が訪れる。彼女との出会いが、人をだまし続けてきたジョーの人生を変えるきっかけとなっていく……。